# 남북 장성급 군사 회담
남북 장성급 군사 회담은 대한민국 국방부와 조선민주주의인민공화국 인민무력부사이에 이루어지는 회담을 말한다. 2004년 5월 26일 첫 회담이 열리고 나서 2차까지 비정규적으로 열렸다.

## 제1차
제1차 남북 장성급 군사 회담은 2004년 5월 26일 금강산에서 열렸다. 6.15 남북 공동선언이후 군사 분야에서 실질적인 진보가 없었음을 지적하며 남북간 군사적 긴장 완화를 위해 최초로 열린 회의이다.
대한민국 국방부는 구체적인 조치로 서해 함대사간 직통전화의 설치, 경비함정간의 공용 주파수 설정 및 운영, 경비함정간 시각신호 제정 및 활용, 불법어로 활동 단속과 관련한 정보교환 등을 제안했으며, 조선민주주의인민공화국 인민무력부에서는 전선지역의 선전활동을 중지해야 할 것을 제안했다.
또한 제2차 남북장성급군사회담을 6월 3일 대한민국 설악산에서 개최할 것이 합의되어 이행되었다.

## 제2차
제2차 남북 장성급 군사회담은 2004년 6월 3일과 4일에 걸쳐 설악산에서 열렸다. 회담은 21시간에 걸쳐 계속되었으며 오랫동안 난행을 겪었으나 합의에 이르는 데 성공했다.